# Goose Island, British Columbia
Goose Island är en ö i Kanada.   Den ligger i Central Coast Regional District och provinsen British Columbia, i den sydvästra delen av landet, 3 900 km väster om huvudstaden Ottawa. Arean är 18 kvadratkilometer.
Terrängen på Goose Island är mycket platt. Öns högsta punkt är 50 meter över havet. Den sträcker sig 9,2 kilometer i nord-sydlig riktning, och 4,9 kilometer i öst-västlig riktning.
Klimatet i området är tempererat. Årsmedeltemperaturen i trakten är 5 °C. Den varmaste månaden är juli, då medeltemperaturen är 10 °C, och den kallaste är december, med 2 °C.